# 바실리데스
바실리데스(Basilides, Βασιλείδης: fl. AD 117 - 138)는 이집트 알렉산드리아의 초기 나스티시즘(영지주의, Gnosticism) 교부들 중의 한 명이었다. 바실리데스는 AD 117 - 138년 동안 가르침을 폈다.
바실리데스가 누구의 제자였는가에 대해서는 여러 가지 설이 있다:
- 시몬 마구스(Simon Magus)의 제자인 메난드로스(Menander)의 제자라는 설[2]
- 베드로(Peter: c.1 BC - AD 67)의 제자 및 해석자(interpreter =? 통역사)인 글라우키아스(Glaucias)의 제자라는 설[3]
- 사도 마태오(Matthew: fl. 1세기)의 제자라는 설[4]

이 중에서 바실리데스가 글라우키아스의 제자라는 설은 현대의 학자들은 받아들이지 않는 견해이다. 《마네스와의 논쟁(Acts of the Disputation with Manes)》에서는 바실리데스가 얼마 동안은 페르시아인들을 가르쳤다고 말하고 있다.
바실리데스는 《해석(Exegetica)》이라는 제목의 기독교 복음에 대한 24권 이상의 책을 저술한 것으로 여겨지고 있다. 이에 따라 바실리데스가 가장 초기의 기독교 복음 주해가들 중의 한 명이었던 것으로 판단되고 있다. 그러나 바실리데스의 이 저작들은 현재는 모두 전해지지 않는다. 그의 저작의 일부 단편들만이 전해지고 있을 뿐이다. 바실리데스와 그의 견해에 대해서는 주로 그의 반대자들인 기독교 교부들이 그의 견해를 논박하기 위해 필요상 제공하는 자료들을 통해서만 알 수 있으며, 현재까지 전해진 그의 저작의 일부 단편들은 이러한 그의 반대자들을 통해 알려진 내용을 보충하는 역할 정도만 하는 상태이다.
바실리데스의 팔로어들(followers: 제자들과 지지자들)인 바실리데스주의자들(Basilidians)은 바실리데스(fl. AD 117 - 138)의 사후(死後) 최소 200년간 지속되었다. 에피파니우스(St. Epiphanius of Salamis: c. 315 - 403)는
4세기 말에 바실리데스의 그노시스(Basilidian Gnosis) 즉 바실리데스의 신비 가르침(Mystery teachings of Basilides)이 이집트에서 지속되고 있다고 인정하였다. 그러나 바실리데스 학파(Basilidian school)는 2세기 후반의 주류 나스티시즘에 융합되었다고 보는 것이 더 타당한 것으로 보인다.

## 원천 자료

### 기독교 교부들의 저작들
역사가들은 바실리데스와 그의 가르침들에 대해 주로 그를 비방하고 헐뜯는 사람들(detractors)의 저작을 통해 알 수 있을 뿐이다. 그리고 이들 바실리데스의 반대자들의 설명이 얼마나 신뢰할만한가 하는 것은 결정이 불가능한 사항이다. 바실리데스의 가르침에 대한 가장 오래된 반박 또는 논박이 담긴 책은 아그리파 카스토르(Agrippa Castor)에 의한 것이다. 하지만 이 책은 현존하지 하지 않는다. 이 때문에 바실리데스의 가르침에 대해서 알고자 할 때 의존하게 되는 자료들은 다음과 같은 바실리데스(fl. AD 117 - 138) 사후의 기독교 교부들의 설명들이다.
- 에우세비우스(Eusebius of Caesarea: c.263 - c.339)의 《교회사(Ecclesiastical History)》, 4권, 7장: 4세기 경에 저술되었다.
- 알렉산드리아의 클레멘스(St. Clement of Alexandria: c.150 - c.215)의 《스트로마타(Stromata)》, 1권, 21장; 2권, 6, 8, 20장; 4권, 11, 12, 25; 5권, 1장 등: 208 - 210년 사이에 저술되었다. 그리고 소위《테오도토스(Theodotus)로부터의 인용(Excerpta ex Theodoto)》이라고 하는 글도 알렉산드리아의 클레멘스가 저술한 것이라는 견해가 있다.
- 히폴리토스(St. Hippolytus of Rome: c.170 - c.236)의 《모든 이단적 교설의 논파(Refutation of all Heresies = Philosophumena)》, 7권: 225년 경에 저술되었다.
- 슈도-테르툴리아누스(Pseudo-Tertullian)의 《모든 이단적 교설에 대한 반박(Against All Heresies)》: 테르툴리아누스(Tertullian: c.160 - c. 220)의 《이단적 교설에 대한 처방(De Praescriptionibus = De praescriptione hereticorum = The Prescription Against Heresies)》의 부록에 해당하는 작은 논서이다. 실제로는 테르툴리아누스가 아닌 다른 저자가 저술한 논서로 아마도 빅토리누스(Victorinus of Pettau)가 그 저자가 아닌가 한다. 240년 경에 저술되었으며 히폴리토스의 현존하지 않는 저서인 《컴펜디엄(Compendium: 컴필레이션, 집록)》을 기초로 작성되었다.
- 에피파니우스(St. Epiphanius of Salamis: c.310-320 - 403)의 《파나리온(Panarion = 이단적 교설에 대한 반박 = Adversus Haereses = Against Heresies)》, 1권, 24절
- 테오도레트(Theodoret of Cyrus: c.393 - c.457)의 《이단 교설 집론(Haereticarum fabularum compendium = Compendium of Heretical Accounts)》, 1권, 4장

### 바실리데스의 저작들
바실리데스의 거의 모든 저작들이 현존하지 않는다. 다만 그의 저작들 중 세 가지의 이름들과 일부 단편들만이 현재까지 전해지고 있을 뿐이다.
- 《해석(Exegetica)》의 단편들이 알렉산드리아의 클레멘스(St. Clement of Alexandria)의 저서 《스트로마타(Stromata)》의 4권 12장, 아르켈라우스(Archelaus)의 저서 《마네스와의 논쟁(Acts of the Disputation with Manes)》의 55장을 통해 전해져 내려오고 있다. 그리고 오리겐(Origen)의 저서 《로마서 5장 주해(Commentary on Romans V)》의 1권도 이러한 역할을 하는 것으로 판단된다.
- 오리겐(Origen)은 "바실리데스는 대담하고 뻔뻔하게도 《바실리데스 복음서(Gospel according to Basilides)》를 저술하였다"[9]라고 하였다. 그리고 히에로니무스(St. Jerome)[10]와 암브로시우스(St. Ambrose)[11]는 오리겐의 이러한 주장을 반복하고 있다. 그러나 어디에도 《바실리데스 복음서》가 존재한다는 흔적이 없다. 오리겐이 바실리데스의 《해석(Exegetica)》에 대해 잘못 이해했거나 또는 《바실리데스 복음서》가 다른 이름 하에 알려졌을 가능성이 있다[12].
- 오리겐(Origen)은 욥기 21장 1절 이하에 대한 주석에서 바실리데스의 "시(Odes)"에 대해 언급하고 있다.

### 기타 저작들
다음과 같은 일부 단편들이 알렉산드리아의 클레멘스(Clement of Alexandria)의 저작을 통해 알려져 있다:
- 본래부터 존재하는 여덟 엔티티들(The Octet of Subsistent Entities = 본래부터 존재하는 엔티티들의 옥텟) (단편 A)
- 세상의 유일무이성(The Uniqueness of the World) (단편 B)
- 천명(天命)을 받은 사람에게는 자연히 믿음과 덕이 있게 된다(Election Naturally Entails Faith and Virtue = 대도(大道)를 깨치면 자연히 믿음과 덕이 있게 된다) (단편 C)
- 덕의 상태(The State of Virtue) (단편 D)
- 천명(天命)을 받은 사람은 세상을 초월한다(The Elect Transcend the World = 대도(大道)를 깨친 사람은 세상을 초월한다) (단편 E)
- 윤회(Reincarnation) (단편 F)
- 인간의 고통과 천명(天命)의 선함(Human Suffering and the Goodness of Providence = 인간의 고통과 신의 섭리의 선함) (단편 G)
- 용서받을 수 있는 죄들(Forgivable Sins) (단편 H)

《마네스와의 논쟁(Acts of the Disputation with Manes)》: 이 책은 3세기 후반 또는 말에 저술된 것으로 마니교(摩尼教, Manichaeism)가 바실리데스의 가르침으로부터 유래하였다고 말하고 있다.

### 유물
- 아브라삭스 보석(Abrasax gems)과 같은 예술적인 유물과 《피스티스 소피아(Pistis Sophia)》와 같은 문학적인 유산들이 있다. 《피스티스 소피아》는 그 연대가 2세기 말인 것으로 거의 확실시 된다. 그리고 엄격히 말하자면 바실리데스주의(Basilidian)의 유산은 아니지만 적어도 초기 알렉산드리아의 나스티시즘(early Alexandrian Gnosticism)을 보여주고 있다.

## 교의

### 창조(Creation)
바실리데스의 체계에 대한 정보는 주로 이레나이우스(Irenaeus: AD 2세기 - c.202)의 《이교도에 반대하여(Adversus Haereses)》와 히폴리토스(Hippolytus: c. 170 - c. 236)의 《필로소무메나(Philosophumena) = 모든 이단적 교설의 논파(Refutation of all Heresies)》에 나타나는 설명들에 의존한다. 그런데 이들의 설명이 서로 간에 아주 달라서 상당히 많은 부분에서 서로 모순된다. 히폴리토스에 따르면 바실리데스는 명백히 범신론적 진화주의자(pantheistic evolutionist)였다. 반면 이레나이우스에 따르면 바실리데스는 이원론자(dualist)였고 발출론자(emanationist = 유출론자)였다.
필립 샤프(Philip Schaff: 1819-1893, 스위스 프로테스탄트 신학자 및 교회사 연구가)와 같은 교회사 연구가들은 다음과 같은 견해를 가지고 있다: "이레나이우스는 원래의 바실리데스주의가 아니라 후대에 타락된 형태의 바실리데스주의를 묘사하였다. 반면, 알렉산드리아의 클레멘스는 바실리데스의 체계에 대한 지식을 바실리데스가 저술한 《해석(Exegetica)》에서 직접 가져온 것임에 틀림 없다. 히폴리토스는 자신의 저서 《필로소무메나(Philosophumena) = 모든 이단적 교설의 논파(Refutation of all Heresies)》에서 알렉산드리아의 클레멘스보다 더 자세하게 바실리데스의 체계에 대해 설명하는데 히폴리토스 또한 십중팔구 이 내용을 바실리데스가 저술한 《해석(Exegetica)》에서 직접 가져온 것으로 보인다. 그러므로 이 두 교부의 설명이 바실리데스가 직접 가르쳤던 형태의 교의를 보여준다."

### 믿음과 천명(Faith and Election)
바실리데스는 믿음(faith)이란 단순히 "(물질 세상에는) 존재하지 않기 때문에 (물질적) 감각 조직에 자극을 일으키지 않는 사물들에 대해 영혼(soul)이 동의하는 것" 일 뿐이라고 하였다. 바실리데스는 또한 믿음은 "인간의 본연의 성품(nature)"에 속한 문제이지 분별력에 의한 선택(responsible choice)의 문제가 아니라고 보았다. 그렇기 때문에 인간은 "지적 이해(intellective apprehension)를 통한 증명 없이도 (참된) 교의들을 발견하곤 한다"고 보았다. 바실리데스는 또한 사람들이 (오랫동안 자신의 믿음 또는 신념을 지니고 추구한다면, 그 오랜 기간 동안에) 자신의 믿음에 걸맞게 축적된 어떤 형태의 존엄성 또는 위엄을 지니게 된다고 보았다.
바실리데스(Basilides)는 믿음(faith)이 인간의 본연의 성품에 속한 문제(matter of nature)라고 보았기 때문에, (믿음을 지속하여 그 결과로) 천명(天命)을 받아야 한다는 것(election = 신의 선택을 받는 것 = 소명을 받는 것)을 강하게 주장하였다. 이러한 주장에 따라 바실리데스는 인류들 중 일부의 사람들을 나머지 사람들과 구분하였는데, 이 사람들만이 고급한 깨달음(higher enlightenment)을 받을 자격이 있는 것으로 신의 판결(Divine decree)에 의해 정해진다고 하였다. 바실리데스가 "천명을 받는 것(election)은 그 본래의 성격상 물질 세상을 초월한 일(supermundane = 초세간의 일 = 초세간에서 일어나는 일)이기 때문에 천명을 받는 것은 물질 세상에 속하지 않는 일(세상 밖의 일)이다"라고 말했던 것은 이러한 의미에 의거했던 것임에 틀림 없다.

### 윤회(Metempsychosis)
바실리데스는 전생에서 지은 죄로 인해 현생에서 벌을 받는다는 생각을 도입하였다. 그리고 천명을 받은 영혼(elect soul)은 영광스럽게 순교를 겪으며 반면 그렇지 않은 영혼은 적절한 벌을 받음으로써 정화된다고 하였다. 바실리데스주의자들은 3대 또는 4대에까지 죄값을 치르게 한다는 하나님의 말씀은 이러한 윤회(metempsychosis)의 교의를 의미하는 것이라고 말하였다고 한다. 오리겐(Origen: c.185 - c.254)은 바실리데스가 로마서 7:9을 다음과 같은 의미로 해석하였다고 말하였다:
사도 바울은 '나는 전에 율법 없이 살았었다(I lived without a law once)'고 말했다. 이 말은 내가 이 육체로 들어오기 전에는 법칙(law), 즉, 새와 같은 짐승(beast)의 법칙 아래에 있지 않는 형태의 체 속에서 살았었다는 말이다.
그러나, 만약 전생에 지은 죄 없이 고통을 겪는 사람이 있다면 그 고통은 "[적대하는] 파워가 계획한" 것이 아니며 이 상황은 아무런 죄도 짓지 않은 것처럼 보이는 아기(babe)가 고통을 겪는 것과 같다고 바실리데스주의자들은 말하였다. 아기(infant)가 고통을 받는 것은 아기에게 이로움을 주기 위한 것인데, 역경을 통해 성장하기 위한 것이라고 말하였다.

### 지옥(Hell)
오리겐(Origen: c.185 - c.254)에 따르면, 바실리데스는 사람이 죽었을 때 받는 유일한 벌은 이 세상으로 다시 태어나는 것이라고 가르쳤다. 그리고 오리겐은 악한 행위를 하면 죽어서 지옥에 간다고 겁을 주어 선한 행위를 하게 만드는 '유익한 두려움(salutary fear)'이 바실리데스의 이 가르침 때문에 사라져버리는 결과가 야기되었다고 불만을 제기하였다.

### 순교(Martyrdom)
바실리데스는 윤회(metempsychosis)라는 운명론적인 세계관(fatalistic view)을 가졌기 때문에, 그는 기독교 순교자들(Christian martyrs)이 기독교인이기 때문에 벌을 받는 것이 아니라 과거에 저지른 죄로 인해 벌을 받는 것이라고 믿었다. 이 때문에 오리겐(Origen: c.185 - c.254)은 바실리데스(fl. AD 117-138)가 순교자들을 폄하하였다고 말하였다.

### 이성을 압도하는 감정들(Passions)
바실리데스주의자들은 이성을 압도하는 감정(passions)을 부가물(Appendages)이라고 부르곤 하였다. 이 말은 이성을 압도하는 감정들이란 혼란스런 상황에 빠진 이성적인 영혼(rational soul)에게 달라붙는(append) 어떤 스피릿들(spirits = 마음 = 기분)이라는 것을 뜻하였다. 그런 후에는, 이들 이성을 압도하는 감정들은 그것들이 달라붙어 있는 사람의 행위들을 모방하여 반복한다고 바실리데스주의자들은 말하였다. 그리고 이성을 압도하는 감정들은 비이성적인 동물들의 충동들(impulses of the irrational animals)을 몸에 지니게 할 뿐만 아니라 식물들의 운동들과 성질들(beauties)도 지니게 한다고 하였다. 이들 부가물들은 금강석과 같은 (광물로부터 유래한) 요지부동의 습관을 지니게 할 수도 있다고 하였다.
이 독특한 이론의 정확한 기원을 결정하는 것은 불가능하다. 하지만 이 이론은 윤회(metempsychosis)의 교의와 관련이 있는 것으로 생각된다. 그리고 플라톤의 티마이오스(Timaeus)에 이 이론을 뒷받침하는 내용이 있는 것으로 보인다. 알렉산드리아의 클레멘스는 복수의 영혼들(plurality of souls) 이 한 몸에 들러붙는다면 그 몸은 마치 트로이 목마와 같게 될 것이라고 말하였다.

## 참고 문헌
- 본 문서에는 현재 퍼블릭 도메인에 속한 Schaff-Herzog Encyclopedia of Religious Knowledge 1914의 "BASILIDES AND THE BASILIDIANS" 항목을 기초로 작성된 내용이 포함되어 있습니다.
- Buonaiuti, 《Lo Gnosticismo》 (Rome, 1907)
- Duchesne, 《Hist. ancienne de l'Eglise》 (3d ed., Paris, 1907), I, xi, s.v. 《La Gnose et le Marcionisme》
- Bareille in 《Dict. de theol. Cath.》, s. vv. 《Abrasax, Basilide》
- Leclercq, 《Dict. d'arch. Chret.》, s.v. 《Abrasax》
- Bardenhewer, 《Gesch. der altkirch. Lit.》 (Freiburg, 1902), I
- King, 《The Gnostics and Their Remains》 (2d ed., London, 1887)
- Mead, 《Fragments of a Faith Forgotten》 (London and Benares, 1900)
- Hort in 《Dict. Christ. Biog.》, I, 268-281
- Mansel, 《Gnostic Heresies》
- De Groot, 《Basilides als erster Zeuge fur das N. T.》 (Leipzig, 1868)
- Urlhorn, 《Das Basilidianische System》 (Gottingen, 1855)